# Флейта Пана

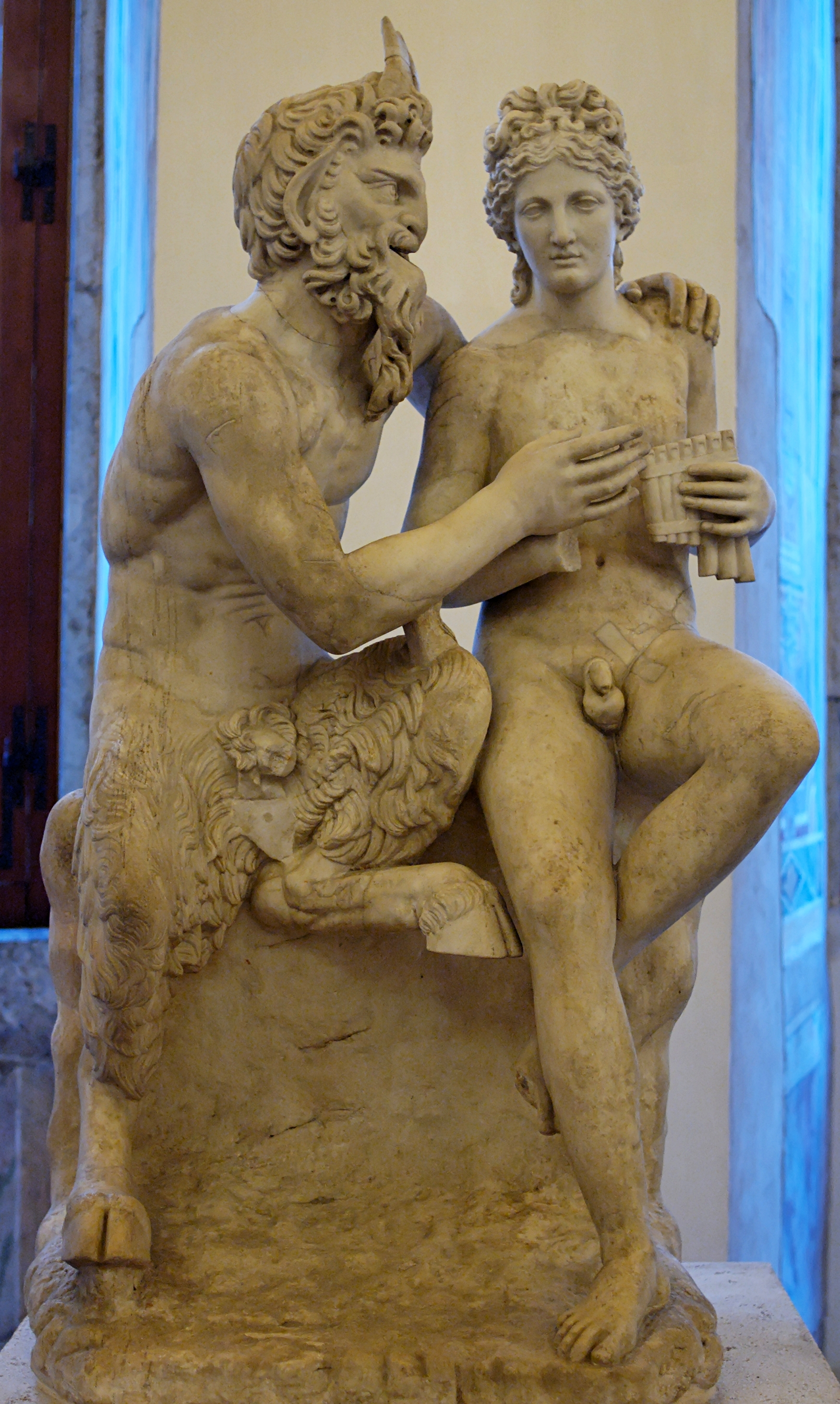
Пан навчає Дафніса гри на сиринзі (римська копія грецької скульптури, знайдена в Помпеях)

Свиріль, флейта Пана, також сиринга (грец. σύριγγα) — багатоцівкова флейта, що складається з кількох (трьох і більше) бамбукових, очеретяних, кістяних або металевих дудок, порожнистих трубок різної довжини, що ступінчасто зменшуються, закритих знизу. Верхні, відкриті, кінці розміщені в один або два ряди.  На великих та дворядних флейтах Пана часто грають удвох.

## Походження назви
Назва інструменту походить від імені давньогрецького бога Пана, атрибутом якого був подібний інструмент. Згідно з міфом, бог лісів Пан палко закоханий у наяду Сірінгу. Сірінга ж шукала порятунок від переслідувань Пана і просила своїх сестер врятувати її. Сестри перетворити Сірінгу на очеретину, Пан же зробив з цієї очеретини флейту, яка стала його улюбленим інструментом і зберегла ім'я сиринга (грец. συριγξ). Пан був неперевершеним майстром гри на сиринзі, навіть викликав на змагання Аполлона, але був ним переможений. Тільки цар Мідас не захоплювався грою Аполлона, а хвалив гру Пана. Розгніваний Аполлон, схопив Мідаса за вуха і витягнув їх. З того часу у Мідаса віслючі вуха, які він старанно ховає під великим тюрбаном.

## Види

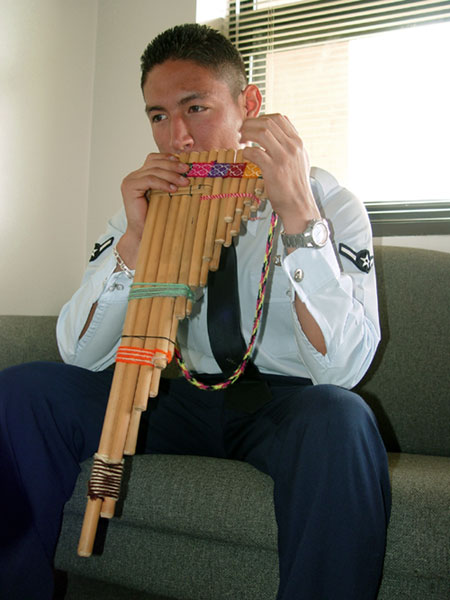
Гра на сампоньйо

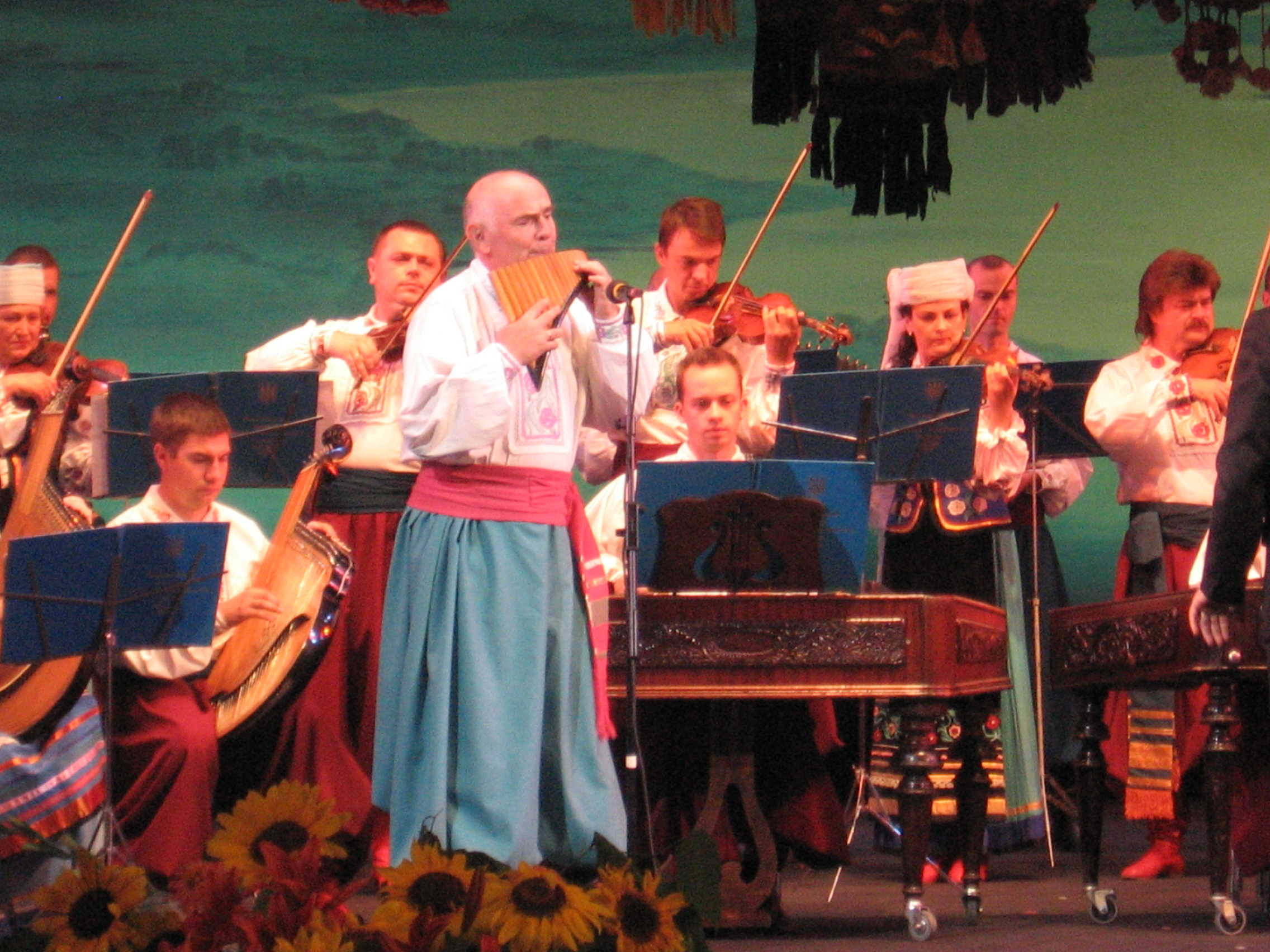
Виступ зі свиріллю на концерті. Київ. 2011

Існує багато різновидів флейти Пана: сампоньйо (андійська індіанська однорядна або дворядна флейта, її варіантами є дворядова сіку і однорядова антара); молдовський та румунський най або мускал; українська кувиця; російські кугікли або кувікли; грузинська ларчемі (соїнарі); литовський скудучай; комі — чіпсан і поляньяс, китайський páixiāo, корейський со.

## Свиріль
Свиріль, ребро, (най) — український народний інструмент подібний до флейти Пана.
Володимир Шухевич, автор 5-томової праці «Гуцульщина», пише 
| Двобічна свириль має коротші та довші цівки, а проте високість тону не походить від цього, але залежить від чопиків, яких до певної глибокости понатикано у цівки. |
Про однобічну свиріль пише, що тут високість тону залежить від довготи цівок. Підлога цієї свирілі, в яку позакладані цівки дугоподібна, щоб прискорити прикладання до уст пищиків, а тим самим без пауз відтворювати звуки різної висоти.